# 細長臀鱈
細長臀鱈（学名：Trisopterus minutus）為輻鰭魚綱鱈形目鱈科的其中一種，分布於東大西洋區，從法羅群島至地中海、摩洛哥海域，棲息深度1-440公尺，本魚下巴觸鬚發達，身體呈棕黃色，背部變得蒼白腹部暗斑在胸鰭基地，體長可達40公分，棲息在泥底質海域，喜群游，屬肉食性，以甲殼類、多毛類、軟體動物、小魚等為食，可作為食用魚。
其种加词“minutus”意为“微小的”。

## 外部連結
- 細長臀鱈的圖片 （页面存档备份，存于）